# دهانه بلتیش

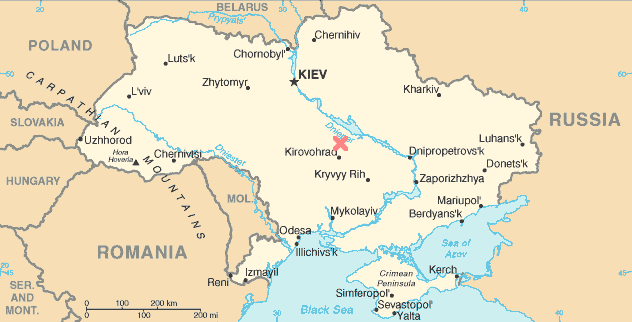
جایگاه دهانه بلتیش

دهانه بُلتیش (انگلیسی: Boltysh crater) یا دهانهٔ بوْتیشکا (انگلیسی: Bovtyshka crater)، دهانه‌ای برخوردی در استان کیرووهراد کشور اوکراین و در نزدیکی روستای بوتیشکا  است. قطر دهانه ۲۴ کیلومتر (۱۵ مایل) بوده و سنش، بر پایهٔ روش تاریخ‌گذاری آرگون، ۶۵٫۱۷ ± ۰٫۶۴ میلیون سال است؛ زمانی بین رخ‌داد دهانه چیکشلوب در مکزیک و مرز کرتاسه-پالئوژن (K-Pg). باور بر این است که برخورد چیکشلوب آغازگر رویداد انقراض گسترده‌ای در پایان دوران کرتاسه بوده، که انقراض دایناسورهای ددپا را نیز در خود داشته است. به نظر می‌رسد برخورد بلتیش چندین هزار سال پیش از برخورد چیکشلوب رخ داده باشد، که به نوبهٔ خود این احتمال را پیش‌می‌نهد که شاید رویداد انقراض از برخورد چندین شهاب‌واره در گسترهٔ زمانی ۶۵ میلیون سال پیش ناشی شده باشد.